# Snooks Eaglin

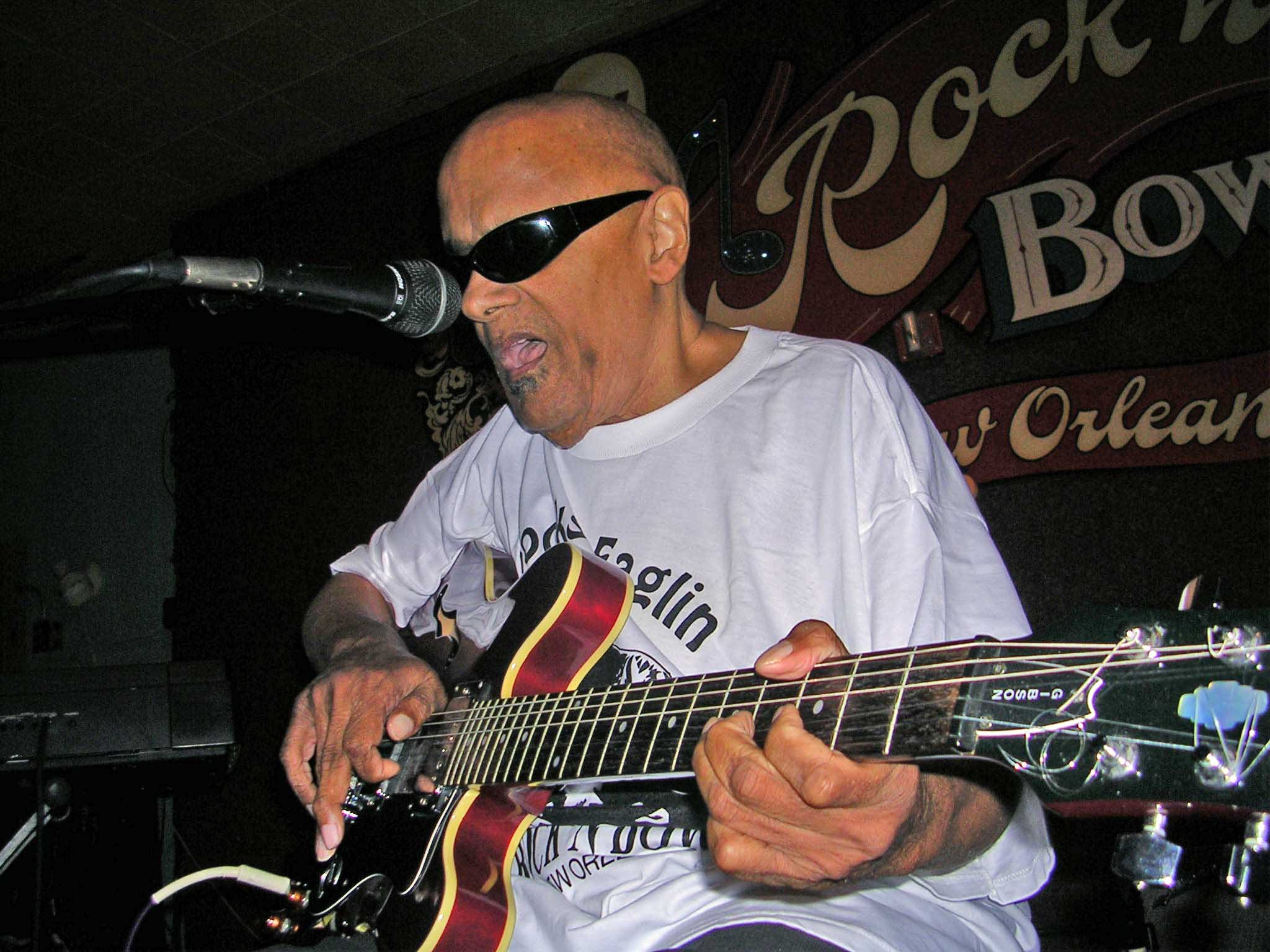
Snooks Eaglin

Snooks Eaglin (* 21. Januar 1936 in New Orleans als Fird Eaglin, Jr.; † 18. Februar 2009 ebenda) war ein amerikanischer Gitarrist und Sänger. In jungen Jahren wurde der Afroamerikaner auch Blind Snooks Eaglin genannt. Er hatte ein immenses Repertoire; nach eigenen Angaben konnte er um die 2.500 Stücke vortragen – dies trug ihm die Bezeichnung „human jukebox“ ein. Auf der Bühne hatte er gewöhnlich keine vorbereitete Titelfolge; er spielte, was ihm in den Sinn kam oder was das Publikum hören wollte. Seine Stücke deckten die verschiedensten Stilrichtungen ab, darunter Blues, Rock ’n’ Roll, Jazz, Country und Lateinamerikanische Musik. Sein Gesang glich dem von Ray Charles; in den 1950ern bezeichnete er sich zeitweise als „Little Ray Charles“.

## Leben
Mit 19 Monaten verlor Eaglin sein Augenlicht aufgrund eines Glaukoms. Wegen verschiedener Krankheiten verbrachte er mehrere Jahre im Krankenhaus. Mit fünf Jahren bekam er von seinem Vater eine Gitarre, und er brachte sich selbst mithilfe des Radios das Spielen bei. Den Spitznamen „Snooks“ erhielt er nach der Radiofigur „Baby Snooks“.

### Die frühen Jahre
1947, mit 11 Jahren, gewann Eaglin einen Talentwettbewerb des Radiosenders WNOE. Drei Jahre später verließ er die Blindenschule und begann, als Musiker zu arbeiten. 1952 wurde er Mitglied der Flamingoes, der Band von Allen Toussaint. Er blieb in der Band bis zu deren Auflösung Mitte der 1950er.
Erste Aufnahmen machte Eaglin 1953 als Begleitmusiker von James „Sugar Boy“ Crawford. Seine ersten Aufnahmen unter eigenem Namen entstanden zwischen 1958 und 1960 in sieben Sitzungen, die der Folkloreforscher Harry Oster organisierte. Es waren akustische Bluesnummern, die später mehrfach veröffentlicht wurden.

### 1960er und 1970er Jahre
Von 1960 bis 1963 nahm Eaglin insgesamt 26 Stücke für Imperial Records auf. Er spielte elektrische Gitarre, zu seiner Band gehörten James Booker am Piano und Smokey Johnson am Schlagzeug. Dave Bartholomew hatte einen guten Teil der Titel geschrieben. Es handelte sich durchweg um Rhythm and Blues, für den Eaglin heute am bekanntesten ist. 1964 machte Eaglin zu Hause Aufnahmen für eine schwedische Veröffentlichung.
Die nächsten Aufnahmen kamen erst 1971, wiederum für ein schwedisches Label. Das Album Down Yonder mit Ellis Marsalis am Piano erschien 1978. Neben seinen eigenen Arbeiten beteiligte Eaglin sich an Professor Longhairs Mardi Gras in Baton Rouge (1971–1972) sowie am Debütalbum der Wild Magnolias (erschienen 1974).

### Black Top und die späten Jahre
Zwischen 1987 und 1999 nahm Eaglin vier Studio- und ein Live-Album für das Label Black Top Records der Brüder Nauman und Hammond Scott auf. Als Gastmusiker spielte er für andere Black-Top-Künstler, darunter Henry Butler, Earl King und Tommy Ridgley.
Nach dem Ende von Black Top Records veröffentlichte Eaglin The Way It Is bei Money Pit Records, produziert von den Scott-Brüdern, die Black Top betrieben hatten. 1997 wurde Eaglins Version des St. James Infirmary Blues in Großbritannien für einen Fernsehwerbespot eingesetzt.
Snooks Eaglin starb am 18. Februar 2009 nach einem Herzinfarkt im Ochsner Medical Center in New Orleans. 2008 war bei ihm Prostatakrebs diagnostiziert worden. Im Frühjahr 2009 sollte er beim New Orleans Jazz Fest wieder auftreten.

## Diskografie

### Alben
- 1959: New Orleans Street Singer (Smithsonian Folkways)
- 1971: The Legacy of the Blues Vol. 2 (Sonet)
- 1978: Down Yonder – Snooks Eaglin Today! (GNP Crescendo)
- 1987: Baby, You Can Get You Gun! (Black Top Records)
- 1989: Out of Nowhere (Black Top Records)
- 1992: Teasin’ You (Black Top Records)
- 1995: Soul’s Edge (Black Top Records)
- 1996: Soul Train from ’Nawlins: Live at Park Tower Blues Festival ’95 (P-Vine) – 1997 in den USA als Live in Japan (Black Top) veröffentlicht
- 2002: The Way It Is (Money Pit)

### Kompilationen

#### Harry Oster
- 1961: That’s All Right (Prestige/Bluesville)
- 1991: Country Boy Down in New Orleans (Arhoolie)
- 1994: New Orleans Street Singer (Storyville)

#### Imperial
- 1995: The Complete Imperial Recordings (Capitol)